# ACF Fiorentina 2007-2008
Questa voce raccoglie le informazioni riguardanti l'ACF Fiorentina nelle competizioni ufficiali della stagione 2007-2008.

## Stagione

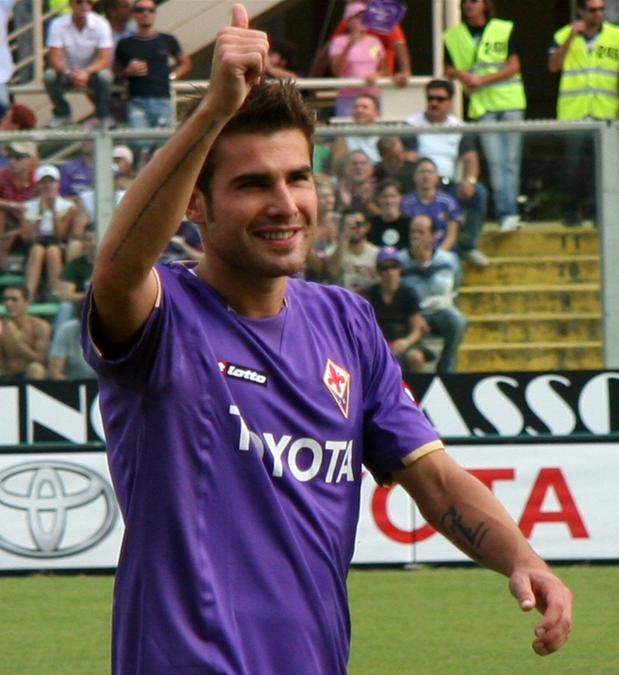
Adrian Mutu

In campionato la Fiorentina, forte dell'innesto di Christian Vieri, esprime un buon gioco rimanendo imbattuta nelle prime 11 partite (6 vittorie e 5 pareggi, tra cui contro la Roma, il Milan e la Juventus) e issandosi a sorpresa al secondo posto, a –2 dalla capolista Inter. Tuttavia nelle successive cinque gare i viola realizzano solo 2 punti ed escono dalla zona Champions. La vittoria per 5-1 contro un Cagliari in crisi, seguita da due affermazioni entrambe per 2-1 contro Parma e Torino, fa tornare la squadra al quarto posto con 34 punti.
Il girone di ritorno inizia con una vittoria per 2-0 sull'Atalanta, cui segue la sconfitta 0-1 nello scontro diretto contro il Milan, da qui in avanti diretta rivale per la zona Champions. Dopo un'altra sconfitta per 0-1 contro la Roma, che fa perdere la quarta piazza a favore dei meneghini, la Fiorentina si rialza battendo prima il Livorno (1-0), e poi espugnando dopo venti anni il campo della Juventus (3-2). Tra la ventisettesima e la trentaquattresima giornata i viola vincono tutte le gare casalinghe, ma le perdono tutte in trasferta.
Dopo il pareggio per 2-2 contro la Sampdoria e la sconfitta per 1-2 contro il Cagliari, i toscani perdono temporaneamente il quarto posto, a seguito della vittoria rossonera nel derby di Milano (2-1). Nella penultima gara di campionato, la squadra gigliata riagguanta la quarta piazza superando un Parma in crisi per 3-1, e approfittando della sconfitta del Milan sul campo del Napoli con il medesimo risultato. Con la vittoria contro il Torino per 1-0 all'ultima giornata, la Fiorentina centra il quarto posto a 66 punti, riportando i viola alla qualificazione in Champions League dopo otto anni.
In campo europeo la squadra di Prandelli partecipa alla Coppa UEFA, raggiungendo le semifinali dov'è estromessa dagli scozzesi dei Rangers solamente ai tiri di rigore: con sei reti, l'attaccante viola Adrian Mutu eguaglia i record di Kurt Hamrin e Gabriel Omar Batistuta quale miglior marcatore del club in Europa in una stagione.

## Divise e sponsor
Lo sponsor tecnico per la stagione 2007-2008 è Lotto, mentre lo sponsor ufficiale è Toyota. Lo sponsor è al centro della maglia, mentre lo sponsor tecnico e il logo della squadra si trovano al di sopra, rispettivamente sulla destra e sulla sinistra.
La divisa casalinga presenta una maglia di colore viola con girocollo con tratti dorati e maniche dello stesso colore. I calzoncini sono viola e presentano due bande dorate con il logo della squadra sulla gamba destra. I calzettoni sono viola con stemma della società e sponsor tecnico sulla parte centrale. Il numero e il nome sulla maglia sono dorati così come il numero sui calzoncini posto sulla gamba sinistra.
La divisa da trasferta presenta maglia, pantaloncini e calzettoni di colore bianco con ampi inserti dai fianchi alle ascelle di colore viola. Il numero e il nome sulla maglia sono di colore viola così come il numero sui calzoncini sempre posto sulla gamba sinistra.
La terza divisa presenta maglia, pantaloncini e calzettoni di colore rosso. Il numero e il nome sulla maglia sono di colore bianco così come il numero sui calzoncini sempre posto sulla gamba sinistra.
| Casa | Trasferta | Terza Divisa |

## Rosa
| N. |                      | Ruolo | Calciatore                |
| -- | -------------------- | ----- | ------------------------- |
| 1  | Francia (bandiera)   | P     | Sébastien Frey            |
| 2  | Danimarca (bandiera) | D     | Per Krøldrup              |
| 3  | Italia (bandiera)    | D     | Dario Dainelli (capitano) |
| 4  | Italia (bandiera)    | C     | Marco Donadel             |
| 5  | Italia (bandiera)    | D     | Alessandro Gamberini      |
| 6  | Italia (bandiera)    | D     | Alessandro Potenza        |
| 7  | Italia (bandiera)    | C     | Franco Semioli            |
| 8  | Italia (bandiera)    | C     | Michele Pazienza          |
| 9  | Italia (bandiera)    | A     | Pablo Daniel Osvaldo      |
| 10 | Romania (bandiera)   | A     | Adrian Mutu               |
| 11 | Italia (bandiera)    | C     | Fabio Liverani            |
| 12 | Italia (bandiera)    | P     | Cristiano Lupatelli       |
| 13 | Belgio (bandiera)    | D     | Anthony Vanden Borre      |
| 14 | Italia (bandiera)    | A     | Arturo Lupoli             |
| 15 | Rep. Ceca (bandiera) | D     | Ondřej Mazuch             |
| 16 | Rep. Ceca (bandiera) | C     | Jan Hable                 |
| 17 | Italia (bandiera)    | D     | Federico Balzaretti       |
| 17 | Senegal (bandiera)   | A     | Papa Waigo                |
| 18 | Italia (bandiera)    | C     | Riccardo Montolivo        |
| 19 | Italia (bandiera)    | C     | Massimo Gobbi             |
| 20 | Danimarca (bandiera) | C     | Martin Jørgensen          |
| 21 | Rep. Ceca (bandiera) | D     | Tomáš Ujfaluši            |
| 22 | Serbia (bandiera)    | C     | Zdravko Kuzmanović        |

| N. |                      | Ruolo | Calciatore            |
| -- | -------------------- | ----- | --------------------- |
| 23 | Italia (bandiera)    | D     | Manuel Pasqual        |
| 24 | Argentina (bandiera) | C     | Mario Alberto Santana |
| 25 | Serbia (bandiera)    | P     | Vlada Avramov         |
| 26 | Brasile (bandiera)   | D     | Alex                  |
| 27 | Italia (bandiera)    | A     | Samuel Di Carmine     |
| 29 | Italia (bandiera)    | A     | Giampaolo Pazzini     |
| 32 | Italia (bandiera)    | A     | Christian Vieri       |
| 31 | Italia (bandiera)    | P     | Edoardo Pazzagli      |
| 33 | Italia (bandiera)    | D     | Massimiliano Tagliani |
| 34 | Francia (bandiera)   | A     | Matthias Lepiller     |
| 35 | Italia (bandiera)    | C     | Andrea Paolucci       |
| 35 | Senegal (bandiera)   | C     | Pape Moussa Diakhaté  |
| 36 | Italia (bandiera)    | D     | Samuele Bettoni       |
| 37 | Italia (bandiera)    | D     | Dario Fedi            |
| 38 | Italia (bandiera)    | D     | Luca Petri            |
| 39 | Italia (bandiera)    | A     | Manuel Nocciolini     |
| 40 | Italia (bandiera)    | C     | Danilo D'Ambrosio     |
| 41 | Italia (bandiera)    | C     | Marco Augusto Romizi  |
| 42 | Italia (bandiera)    | A     | Lorenzo Morelli       |
| 43 | Italia (bandiera)    | P     | Paolo Pincio          |
| 44 | Italia (bandiera)    | P     | Andrea Seculin        |
| 54 | Marocco (bandiera)   | D     | Manuel da Costa       |
| 99 | Italia (bandiera)    | A     | Daniele Cacia         |

## Calciomercato

### Sessione estiva(dal 1/7 al 1/9)
| Acquisti | Acquisti             | Acquisti       | Acquisti                     |
| R.       | Nome                 | da             | Modalità                     |
| -------- | -------------------- | -------------- | ---------------------------- |
| C        | Franco Semioli       | Chievo         | definitivo (7 milioni €)     |
| C        | Michele Pazienza     | Udinese        | definitivo (0 milioni €)     |
| A        | Pablo Daniel Osvaldo | Atalanta       | definitivo (4,5 milioni €)   |
| D        | Ondřej Mazuch        | Anderlecht     | definitivo (0,8 milioni €)   |
| C        | Jan Hable            | Hradec Králové | definitivo (0,8 milioni €)   |
| D        | Federico Balzaretti  | Juventus       | definitivo (3,8 milioni €)   |
| P        | Vlada Avramov        | Treviso        | fine prestito                |
| A        | Christian Vieri      | svincolato     | definitivo                   |
| A        | Daniele Cacia        | Piacenza       | comproprietà (4,5 milioni €) |

| Cessioni | Cessioni           | Cessioni      | Cessioni                   |
| R.       | Nome               | a             | Modalità                   |
| -------- | ------------------ | ------------- | -------------------------- |
| D        | Alessandro Potenza | Genoa         | definitivo (2,2 milioni €) |
| A        | Daniele Cacia      | Piacenza      | prestito                   |
| A        | Luca Toni          | Bayern Monaco | definitivo                 |

### Sessione invernale(dal 7/1 al 2/2)
| Acquisti | Acquisti        | Acquisti | Acquisti                   |
| R.       | Nome            | da       | Modalità                   |
| -------- | --------------- | -------- | -------------------------- |
| A        | Papa Waigo      | Genoa    | comproprietà               |
| P        | Andrea Seculin  | Südtirol | definitivo (0 milioni €)   |
| D        | Manuel da Costa | PSV      | definitivo (4,5 milioni €) |
| A        | Daniele Cacia   | Piacenza | fine prestito              |

| Cessioni | Cessioni             | Cessioni      | Cessioni                     |
| R.       | Nome                 | a             | Modalità                     |
| -------- | -------------------- | ------------- | ---------------------------- |
| C        | Michele Pazienza     | Napoli        | definitivo (4,25 milioni €)  |
| D        | Manuel da Costa      | Sampdoria     | prestito oneroso (0,2 mln €) |
| C        | Nikola Gulan         | Monaco 1860   | prestito                     |
| C        | Jan Hable            | Baník Ostrava | prestito                     |
| D        | Federico Balzaretti  | Palermo       | definitivo (3,8 milioni €)   |
| A        | Arturo Lupoli        | Treviso       | prestito                     |
| A        | Anthony Vanden Borre | Genoa         | comproprietà                 |
| C        | Andrea Paolucci      | Cesena        | comproprietà                 |
| C        | Danilo D'Ambrosio    | Potenza       | comproprietà                 |

## Risultati

### Serie A

#### Girone di andata
| Arbitro: | Trefoloni (Siena) |

|                                    |           |             |
| Pazzini 56’ Mutu 65’ Montolivo 70’ | Marcatori | 93’ Saudati |

| Arbitro: | Farina (Novi Ligure) |

|                 |           |          |
| Kaká 27’ (rig.) | Marcatori | 56’ Mutu |

| Arbitro: | Celi (Campobasso) |

|                                 |           |                       |
| Rivalta 26’ (aut.) C. Vieri 74’ | Marcatori | 51’ Doni 86’ Zampagna |

| Arbitro: | Giannoccaro (Lecce) |

|  |           |         |
|  | Marcatori | 4’ Mutu |

| Arbitro: | Bergonzi (Genova) |

|                               |           |                       |
| Gamberini 24’ Mutu 80’ (rig.) | Marcatori | 19’ Mancini 37’ Giuly |

| Arbitro: | Rosetti (Torino) |

|  |           |                              |
|  | Marcatori | 45’, 67’ Osvaldo 69’ Santana |

| Arbitro: | Rizzoli (Bologna) |

|                 |           |              |
| Mutu 89’ (rig.) | Marcatori | 23’ Iaquinta |

| Arbitro: | Damato (Barletta) |

|                                   |           |  |
| Pazzini 15’ Mutu 31’ C. Vieri 71’ | Marcatori |  |

| Genova 28 ottobre 2007, ore 20:30 UTC+1 9ª giornata | Genoa                    | 0 – 0 referto | Fiorentina | Stadio Luigi Ferraris (24.876 spett.)\| Arbitro: \| Morganti (Ascoli Piceno) \| |
| Arbitro:                                            | Morganti (Ascoli Piceno) |               |            |                                                                                 |

| Arbitro: | Gava (Conegliano) |

|              |           |  |
| C. Vieri 61’ | Marcatori |  |

| Arbitro: | Dondarini (Finale Emilia) |

|  |           |             |
|  | Marcatori | 18’ Pazzini |

| Arbitro: | Celi (Campobasso) |

|             |           |                                |
| Pazzini 28’ | Marcatori | 23’ Quagliarella 63’ Di Natale |

| Reggio Calabria 25 novembre 2007, ore 15:00 UTC+1 13ª giornata | Reggina            | 0 – 0 referto | Fiorentina | Stadio Oreste Granillo (10.375 spett.)\| Arbitro: \| Ayroldi (Molfetta) \| |
| Arbitro:                                                       | Ayroldi (Molfetta) |               |            |                                                                            |

| Arbitro: | Farina (Novi Ligure) |

|  |           |                      |
|  | Marcatori | 10’ Jiménez 45’ Cruz |

| Arbitro: | Morganti (Ascoli Piceno) |

|                           |           |  |
| Miccoli 17’ Simplicio 80’ | Marcatori |  |

| Arbitro: | Gava (Conegliano) |

|                             |           |                      |
| Gastaldello 18’ Cassano 69’ | Marcatori | 39’ Mutu 57’ Donadel |

| Arbitro: | C. Russo (Nola) |

|                                               |           |         |
| Montolivo 3’ Mutu 41’, 45+2’ Santana 47’, 79’ | Marcatori | 6’ Fini |

| Arbitro: | Brighi (Cesena) |

|          |           |                      |
| Coly 71’ | Marcatori | 43’, 87’ (rig.) Mutu |

| Arbitro: | Tagliavento (Terni) |

|                                       |           |            |
| C. Vieri 45+2’ (rig.) Mutu 76’ (rig.) | Marcatori | 57’ Grella |

#### Girone di ritorno
| Arbitro: | Farina (Novi Ligure) |

|  |           |                        |
|  | Marcatori | 85’ Mutu 90+3’ Pazzini |

| Arbitro: | Saccani (Mantova) |

|  |           |          |
|  | Marcatori | 77’ Pato |

| Arbitro: | De Marco (Chiavari) |

|                     |           |                         |
| Muslimović 30’, 90’ | Marcatori | 29’ Pazzini 60’ Semioli |

| Arbitro: | Banti (Livorno) |

|                         |           |            |
| Kuzmanović 40’ Mutu 70’ | Marcatori | 60’ Vargas |

| Arbitro: | Morganti (Ascoli Piceno) |

|             |           |  |
| Cicinho 56’ | Marcatori |  |

| Arbitro: | Gava (Conegliano) |

|                |           |  |
| Papa Waigo 61’ | Marcatori |  |

| Arbitro: | Farina (Novi Ligure) |

|                            |           |                                        |
| Sissoko 29’ Camoranesi 57’ | Marcatori | 19’ Gobbi 75’ Papa Waigo 90+3’ Osvaldo |

| Arbitro: | De Marco (Chiavari) |

|               |           |  |
| Maccarone 80’ | Marcatori |  |

| Arbitro: | Ayroldi (Molfetta) |

|                                  |           |             |
| Santana 18’ Mutu 30’ Pazzini 55’ | Marcatori | 18’ Masiero |

| Arbitro: | Rosetti (Torino) |

|                  |           |  |
| Lavezzi 23’, 31’ | Marcatori |  |

| Arbitro: | Orsato (Schio) |

|             |           |  |
| Pazzini 77’ | Marcatori |  |

| Arbitro: | Morganti (Ascoli Piceno) |

|                                          |           |              |
| Inler 12’ Di Natale 72’ Quagliarella 77’ | Marcatori | 62’ C. Vieri |

| Arbitro: | Celi (Campobasso) |

|                        |           |  |
| Pazzini 92’ Mutu 90+2’ | Marcatori |  |

| Arbitro: | Saccani (Mantova) |

|                             |           |  |
| Cambiasso 55’ Balotelli 62’ | Marcatori |  |

| Arbitro: | Damato (Barletta) |

|             |           |  |
| Donadel 28’ | Marcatori |  |

| Arbitro: | Rosetti (Torino) |

|                       |           |                              |
| C. Vieri 77’ Mutu 85’ | Marcatori | 62’ Maggio 90+4’ Gastaldello |

| Arbitro: | Farina (Novi Ligure) |

|                       |           |             |
| Jeda 20’ D. Conti 51’ | Marcatori | 52’ Santana |

| Arbitro: | Morganti (Ascoli Piceno) |

|                                     |           |           |
| Santana 39’ Semioli 77’ Osvaldo 85’ | Marcatori | 11’ Budan |

| Arbitro: | Farina (Novi Ligure) |

|  |           |             |
|  | Marcatori | 73’ Osvaldo |

### Coppa Italia

#### Fase finale
| Arbitro: | Valeri (Roma) |

|             |           |              |
| Guberti 79’ | Marcatori | 23’ Krøldrup |

| Arbitro: | Lops (Torino) |

|                  |           |  |
| Pazzini 61’, 86’ | Marcatori |  |

| Arbitro: | Saccani (Mantova) |

|                         |           |             |
| Kolarov 21’ Behrami 22’ | Marcatori | 40’ Pazzini |

| Arbitro: | Brighi (Cesena) |

|             |           |                        |
| Semioli 16’ | Marcatori | 34’ Kolarov 62’ Rocchi |

### Coppa UEFA

#### Primo turno
| Arbitro: | Cardoso |

|           |           |             |
| Lovre 26’ | Marcatori | 66’ Semioli |

| Arbitro: | Meyer |

|                                           |                      |                                            |
| Mutu 59’                                  | Marcatori            | 55’ Nevland                                |
| Pazzini Montolivo Kuzmanović Santana Mutu | Tiri di rigore 5 – 4 | Levchenko van de Laak Lindgren Silva Lovre |

#### Fase a gironi
| Arbitro: | Lannoy |

|               |           |           |
| Capdevila 87’ | Marcatori | 48’ Vieri |

| Arbitro: | Dereli |

|                                                                    |           |              |
| Jørgensen 4’, 78’ Vieri 5’ Donadel 62’ Krøldrup 65’ Di Carmine 87’ | Marcatori | 41’ Ishizaki |

| Arbitro: | Thomson |

|                       |           |             |
| Balzaretti 34’ (aut.) | Marcatori | 29’ Osvaldo |

| Arbitro: | João Francisco Lopes Ferreira |

|                           |           |             |
| Mutu 44’ (rig.) Vieri 67’ | Marcatori | 60’ Rajnoch |

#### Fase ad eliminazione diretta
| Arbitro: | Clattenburg |

|  |           |          |
|  | Marcatori | 16’ Mutu |

| Arbitro: | Ceferin |

|                        |           |          |
| Liverani 38’ Cacia 80’ | Marcatori | 88’ Koné |

| Arbitro: | Allaerts |

|                              |           |  |
| Kuzmanović 70’ Montolivo 81’ | Marcatori |  |

| Arbitro: | Braamhaar |

|                                 |                      |                                   |
| Johnson 16’ Arteta 66’          | Marcatori            |                                   |
| Gravesen Yakubu Arteta Jagielka | Tiri di rigore 2 – 4 | Pazzini Montolivo Osvaldo Santana |

| Arbitro: | Duhamel |

|          |           |                |
| Mutu 56’ | Marcatori | 63’ Koevermans |

| Arbitro: | Medina Cantalejo |

|  |           |               |
|  | Marcatori | 38’, 53’ Mutu |

| Glasgow 24 aprile 2008, ore 20:45 UTC+1 Semifinale - Andata | Rangers  | 0 – 0 referto | Fiorentina | Ibrox Stadium (49.199 spett.)\| Arbitro: \| Vassaras \| |
| Arbitro:                                                    | Vassaras |               |            |                                                         |

| Arbitro: | De Bleeckere |

|                                     |                      |                                       |
| Kuzmanović Montolivo Liverani Vieri | Tiri di rigore 2 – 4 | Ferguson Whittaker Papac Hemdani Novo |

## Statistiche

### Statistiche di squadra
| Competizione | Punti | In casa | In casa | In casa | In casa | In casa | In casa | In trasferta | In trasferta | In trasferta | In trasferta | In trasferta | In trasferta | Totale | Totale | Totale | Totale | Totale | Totale | DR  |
| Competizione | Punti | G       | V       | N       | P       | Gf      | Gs      | G            | V            | N            | P            | Gf           | Gs           | G      | V      | N      | P      | Gf     | Gs     | DR  |
| ------------ | ----- | ------- | ------- | ------- | ------- | ------- | ------- | ------------ | ------------ | ------------ | ------------ | ------------ | ------------ | ------ | ------ | ------ | ------ | ------ | ------ | --- |
| Serie A      | 66    | 19      | 12      | 4       | 3       | 35      | 18      | 19           | 7            | 5            | 7            | 20           | 21           | 38     | 19     | 9      | 10     | 55     | 39     | +16 |
| Coppa Italia | -     | 2       | 1       | 0       | 1       | 3       | 2       | 2            | 0            | 1            | 1            | 2            | 3            | 4      | 1      | 1      | 2      | 5      | 5      | 0   |
| Coppa UEFA   | 8     | 7       | 4       | 3       | 0       | 14      | 5       | 7            | 2            | 4            | 1            | 6            | 6            | 14     | 6      | 7      | 1      | 20     | 11     | +9  |
| Totale       | 74    | 28      | 17      | 7       | 4       | 52      | 25      | 28           | 9            | 10           | 9            | 28           | 30           | 56     | 26     | 17     | 13     | 80     | 55     | +25 |

### Andamento in campionato
| Giornata  | 1 | 2 | 3 | 4 | 5 | 6 | 7 | 8 | 9 | 10 | 11 | 12 | 13 | 14 | 15 | 16 | 17 | 18 | 19 | 20 | 21 | 22 | 23 | 24 | 25 | 26 | 27 | 28 | 29 | 30 | 31 | 32 | 33 | 34 | 35 | 36 | 37 | 38 |
| --------- | - | - | - | - | - | - | - | - | - | -- | -- | -- | -- | -- | -- | -- | -- | -- | -- | -- | -- | -- | -- | -- | -- | -- | -- | -- | -- | -- | -- | -- | -- | -- | -- | -- | -- | -- |
| Luogo     | C | T | C | T | C | T | C | C | T | C  | T  | C  | T  | C  | T  | T  | C  | T  | C  | T  | C  | T  | C  | T  | C  | T  | T  | C  | T  | C  | T  | C  | T  | C  | C  | T  | C  | T  |
| Risultato | V | N | N | V | N | V | N | V | N | V  | V  | P  | N  | P  | P  | N  | V  | V  | V  | V  | P  | N  | V  | P  | V  | V  | P  | V  | P  | V  | P  | V  | P  | V  | N  | P  | V  | V  |
| Posizione | 3 | 4 | 6 | 4 | 6 | 3 | 4 | 3 | 3 | 4  | 2  | 3  | 5  | 5  | 5  | 5  | 5  | 5  | 4  | 4  | 4  | 4  | 4  | 5  | 4  | 4  | 4  | 4  | 4  | 4  | 4  | 4  | 4  | 4  | 4  | 5  | 4  | 4  |

Legenda:

Luogo: C = Casa; T = Trasferta. Risultato: V = Vittoria; N = Pareggio; P = Sconfitta.

### Statistiche dei giocatori
| Giocatore       | Serie A  | Serie A | Serie A     | Serie A    | Coppa Italia | Coppa Italia | Coppa Italia | Coppa Italia | Coppa UEFA | Coppa UEFA | Coppa UEFA  | Coppa UEFA | Totale   | Totale | Totale      | Totale     |
| Giocatore       | Presenze | Reti    | Ammonizioni | Espulsioni | Presenze     | Reti         | Ammonizioni  | Espulsioni   | Presenze   | Reti       | Ammonizioni | Espulsioni | Presenze | Reti   | Ammonizioni | Espulsioni |
| --------------- | -------- | ------- | ----------- | ---------- | ------------ | ------------ | ------------ | ------------ | ---------- | ---------- | ----------- | ---------- | -------- | ------ | ----------- | ---------- |
| V. Avramov      | 2        | -1      | ?           | ?          | 0            | -0           | 0            | 0            | 0          | -0         | 0           | 0          | 2        | -1     | 0+          | 0+         |
| F. Balzaretti   | 6        | 0       | ?           | ?          | 2            | 0            | 0            | 0            | 3          | 0          | 0           | 0          | 11       | 0      | 0+          | 0+         |
| D. Cacia        | 3        | 0       | ?           | ?          | 1            | 0            | 0            | 0            | 2          | 1          | 0           | 0          | 6        | 1      | 0+          | 0+         |
| D. Dainelli     | 21       | 0       | ?           | ?          | 2            | 0            | 0            | 0            | 6          | 0          | 1           | 0          | 29       | 0      | 1+          | 0+         |
| S. Di Carmine   | 0        | 0       | ?           | ?          | 0            | 0            | 0            | 0            | 1          | 1          | 0           | 0          | 1        | 1      | 0+          | 0+         |
| M. Donadel      | 31       | 2       | ?           | ?          | 3            | 0            | 0            | 0            | 10         | 1          | 5           | 0          | 44       | 3      | 5+          | 0+         |
| S. Frey         | 35       | -35     | ?           | ?          | 1            | -2           | ?            | ?            | 13         | -9         | 1           | 0          | 49       | -46    | 1+          | 0+         |
| A. Gamberini    | 31       | 1       | ?           | ?          | 1            | 0            | 0            | 0            | 9          | 0          | 2           | 0          | 41       | 1      | 2+          | 0+         |
| M. Gobbi        | 23       | 1       | ?           | ?          | 4            | 0            | 0            | 0            | 9          | 0          | 2           | 0          | 36       | 1      | 2+          | 0+         |
| M. Jørgensen    | 26       | 0       | ?           | ?          | 3            | 0            | 0            | 0            | 11         | 2          | 1           | 0          | 40       | 2      | 1+          | 0+         |
| P. Krøldrup     | 18       | 0       | ?           | ?          | 3            | 1            | 1            | 0            | 8          | 1          | 1           | 0          | 29       | 2      | 2+          | 0+         |
| Z. Kuzmanović   | 34       | 1       | ?           | ?          | 2            | 0            | 0            | 0            | 13         | 1          | 0           | 0          | 49       | 2      | 0+          | 0+         |
| F. Liverani     | 28       | 0       | ?           | ?          | 1            | 0            | 0            | 0            | 10         | 1          | 1           | 0          | 39       | 1      | 1+          | 0+         |
| C. Lupatelli    | 2        | -3      | ?           | ?          | 3            | -3           | 1            | 0            | 1          | -1         | 0           | 0          | 6        | -7     | 1+          | 0+         |
| A. Lupoli       | 0        | 0       | ?           | ?          | 1            | 0            | 0            | 0            | 0          | 0          | 0           | 0          | 1        | 0      | 0+          | 0+         |
| O. Mazuch       | 0        | 0       | ?           | ?          | 2            | 0            | 0            | 0            | 0          | 0          | 0           | 0          | 2        | 0      | 0+          | 0+         |
| R. Montolivo    | 34       | 2       | ?           | ?          | 2            | 0            | 0            | 0            | 11         | 1          | 2           | 0          | 47       | 3      | 2+          | 0+         |
| A. Mutu         | 29       | 17      | ?           | ?          | 1            | 0            | 0            | 0            | 10         | 6          | 2           | 0          | 40       | 23     | 2+          | 0+         |
| D. Osvaldo      | 13       | 5       | ?           | ?          | 4            | 0            | 1            | 0            | 8          | 1          | 0           | 0          | 25       | 6      | 1+          | 0+         |
| Papa Waigo      | 16       | 2       | ?           | ?          | 0            | 0            | 0            | 0            | 0          | 0          | 0           | 0          | 16       | 2      | 0+          | 0+         |
| M. Pasqual      | 29       | 0       | ?           | ?          | 2            | 0            | 0            | 0            | 9          | 0          | 0           | 0          | 40       | 0      | 0+          | 0+         |
| M. Pazienza     | 8        | 0       | ?           | ?          | 4            | 0            | 1            | 0            | 4          | 0          | 0           | 0          | 16       | 0      | 1+          | 0+         |
| G. Pazzini      | 31       | 9       | ?           | ?          | 4            | 3            | 1            | 0            | 12         | 0          | 1           | 0          | 47       | 12     | 2+          | 0+         |
| A. Potenza      | 15       | 0       | ?           | ?          | 2            | 0            | 1            | 0            | 0          | 0          | 1           | 0          | 17       | 0      | 2+          | 0+         |
| M. Santana      | 26       | 6       | ?           | ?          | 0            | 0            | 0            | 0            | 8          | 0          | 1           | 0          | 34       | 6      | 1+          | 0+         |
| F. Semioli      | 21       | 2       | ?           | ?          | 4            | 1            | 2            | 0            | 7          | 1          | 0           | 0          | 32       | 4      | 2+          | 0+         |
| T. Ujfaluši     | 28       | 0       | ?           | ?          | 2            | 0            | 0            | 0            | 13         | 0          | 2           | 0          | 43       | 0      | 2+          | 0+         |
| A. Vanden Borre | 2        | 0       | ?           | ?          | 1            | 0            | 0            | 0            | 2          | 0          | 1           | 0          | 5        | 0      | 1+          | 0+         |
| C. Vieri        | 26       | 6       | ?           | ?          | 1            | 0            | 0            | 0            | 12         | 3          | 0           | 0          | 39       | 9      | 0+          | 0+         |